# Komparativ politik
Komparativ politik eller sammenlignende politik er en faggren indenfor statskundskab, der er kendetegnet ved sin brug af komparativ metode. Komparativ politik udgør en systematisk undersøgelse af politiske institutioner, organisationer, processer og adfærd på lokalt, nationalt og international plan. Typisk foretager forskeren en sammenligning af lande, deres institutioner og regeringer (tværsnitsstudier), eller også foretager forskeren en sammenligning over tid (longitudinale studier). Typisk undersøges spørgsmål så som betingelser for demokratiske styreformer? Hvorfor har nogle lande tidligere udvikling i retning af massedemokrati end andre? Hvad bestemte tempoet i denne udviklingen og hvorfor fik vi demokratiske systemer med forskellig form? Hvilke stadier har stats- og nationsbygningen gennemløbet i forskellige lande, og hvad var drivkræfterne bag denne proces? Hvilke processer førte til udviklingen af selvstændige nationalstater, og hvilke gav udvikling mod føderale statsdannelser eller andre former for stater som omfattede forskellige nationale folkegrupper? Hvad karakteriserer samspillet mellem staten og forskellige interessegrupper og partier i stater med få og mange konfliktlinjer? Forskerne Seymour Martin Lipset og Stein Rokkan er med deres videnskabelige arbejder regnet blandt grundlæggerne af denne gren af statskundskab. Normalt er komparativ politik underlagt mere almen statskundskab, men på Rokkans eget universitet, Universitetet i Bergen, findes et særskilt institut, der underviser og forsker i området.

## Komparativ politiks historie
Komparativ politik har en lang historie, der strækker sig tilbage til antikkens Grækenland og Rom. Imidlertid kan der argumenters for, at komparativ politik har eksisteret altid. Oldtidens stammer har sammenlignet sig selv med de stammer, de mødte. Rudyard Kipling sagde, ‘What do they know of England who only England know?’, hvormed han mente, at man intet kunne vide, hvis man kun kendte til England. Grækerne, Aristoteles og Platon var de første, der gennemførte de første systematiske studier. Montesquieu blev anden generations analytiker. I hans bog, The Spirits of the Laws, Montesquieu forsøgte at komme videre fra forfatningsprocedure i et land til dets sande kultur. Han største bidrag blev magtens tredeling. I dag foretages komparativ politik af rigtig mange forskere. Flere universiteter har deres egne institutter, der helliger al tid til emnet.

## Komparativ logik
I statskundskaben er der groft sagt to logikker. Den ene er probabilistisk. Den anden er deterministisk. Hvor førstnævnte er baseret på statistik er sidstnævnte baseret på en opfattelse af, at hvis X er tilstede, vil Y også være det. Dette kaldes også for kausalitet. Her findes der en skelnen mellem på den ene side nødvendighed og tilstrækkelighed. Førstnævnte siger, at en effekt er nødvendig (E), for at et udfald (Y) skal forekomme. Sidstnævnte siger imidlertid, at såfremt Y skal forekomme, er X nok. Denne tankegang er essentiel i forbindelse komparativ politik og Most Similar Systems Design og Most Dissimilar Systems Design som beskrevet nedenfor.

## Den komparative metode
Der findes mange komparative metoder. Englænderen John Stuart Mill forfattede metoderne, der blev kendt som Most Similar Systems Design (MSSD) og Most Dissimilar Systems Design (MDSD). Denne metode har til formål at falsificere udfald, hvor MSSD har til formål at verificere (se  nedenfor). Begge metoder har fået stor indflydelse på komparativ politik. Imidlertid står de ikke alene. Typologier anvendes også sammen med process tracing og Qualitative Comparative Analysis (QCA).

### Klassifikationer
Før det er muligt at lave sammenligner eller komparationer, er det nødvendigt at klassificere. I komparativ politik skal en klassifikation forstås som en operationlisering af et koncept eller begreb. En sådan klassifikation er en-dimensionel (modsat typologier der er flerdimensionelle). I Weber-eksemplet nedenfor klassificeres personer som enten protestanter eller katolikker. Typisk vil en klassifikation af den type se ud som følger.
| Klassifikation af religiøs overbevisning | Klassifikation af religiøs overbevisning | Klassifikation af religiøs overbevisning |
| ---------------------------------------- | ---------------------------------------- | ---------------------------------------- |
| Protestant                               | Katolik                                  | Andet                                    |

Klassifikationer er med andre ord en organisering af enheder i klasser baseret på deres ensartet hed. For at lave en klassifikation som ovennævnte, er det nødvendigt med en eksisterende viden. Den viden skal bruges på, at skabe klasser som er gensidigt udtømmende. Det vil sige, at alle de objekter man undersøger, skal kunne findes i en klasse. I Weber-eksemplet er kategorien "andet" medtaget for at indfange ateister, muslimer etc. En typologi, derimod, er en to-dimensionel klassifikation. Det vil sige, du har mulighed for at nuancere. Giovanni Sartori understreger i forbindelse med klassificeringer, at der er nogle væsentlige faldgruber. For det første er det nødvendigt at stille spørgsmålet, hvad er det "samme"? Et svar er, at hvis et æble skal falde i frugtkassen, skal alle æbler ikke være ens. De skal bare være æbler. Dette er sagt under antagelse af, at et æble klassificeringen er baseret på egenskaben æble. Imidlertid kan egenskaben også være frugt eller vægt. Det betyder, at sammenligninger af æbler og pærer kan finde sted. Hvis frugter klassificeres som elementer, der hænger på træer, vil både pærer og æbler klassificeres som et samme. Definitionen af ens klasser bliver dermed ekstrem vigtig for klassificeringen. En anden faldgrube kan være etablering af forkerte klasser. Hvis eksempelvis stater klassificeres ud fra skift i regeringspartier, vil lande som det tidligere Sovjetunionen og Sverige falde i samme kategori. Med andre ord kan et misvisende billede af Sverige let dannes. I relation til eksemplet med Sverige og Sovjetunionen vil Sartori endvidere fremhæve, at hvis der var tale om enten en demokrati- eller diktaturklassifikation, ville der være tale om konceptuel udvidelse (conceptual stretching). Det betyder, med andre ord, at begrebet udvandes.

### Typologi
Som nævnt ovenfor er en typologi fler-dimensionel. Det vil sige, at hvor du i en klassifikation, kun har en dimension, har du i en typologi flere. Typologiens dimensioner er endvidere kausalt forbundet, hvilket vil sige, at de er uafhængige af typologiens konfigurationer. En klassisk typologi er den, der definerer forskellige politiske regimer.
| Typologi over politiske regimer | Typologi over politiske regimer | Typologi over politiske regimer |
| ------------------------------- | ------------------------------- | ------------------------------- |
|                                 | + Retsstat                      | - Retsstat                      |
| + Frie valg                     | Liberalt demokrati              | Elektoralt demokrati            |
| - Frie valg                     | Liberalt autokrati              | Illiberalt autokrati            |

Typologien ovenfor viser to dimensioner. En retsstatsdimension og en valgdimension (typologiens uafhængige variabler). Hvis en stat scorer positivt på retsstat og frie valg, vil staten blive klassificeret som et liberalt demokrati (den afhængige variabel). Hvis den derimod scorer negativt på frie valg, vil den blive defineret som et autokrati. 
Kenneth Bailey identificerer en række fordele og ulemper ved typologier. For det første mener han, at det er et godt deskriptivt værktøj. Det vil sige, den gør det muligt enkelt at få et visuelt overblik over forskellige muligheder. På den anden sider han, at det kun er et deskriptivt værktøj. Den kan ikke forklare. Typologier gør det muligt at reducere kompleksitet, hvilket kan være en fordel, hvis der er utrolig mange cases. Netop spørgsmålet mængde er en væsentlig udfordring i forbindelse med typologier. Er der for mange dimensioner, vil typologien blive for kompliceret. Er der for få, vil den blive for simpel. Ligeledes kan typologier registrere ensartethed mellem cases. Det vil sige, liberale demokratier vil, hvis typologien opfylder kravet om at være gensidig udtømmende, være klassificeret som liberale demokratier. Dette gør det let at etablere sammenligninger. Imidlertid understreger Bailey, at typologier består af idealtyper, der ikke findes i virkeligheden. En fordel som Bailey ikke hæfter sig videre ved, er typologiens evne til at håndtere ækvifinalitet. Antag at udfaldet er K, og at en vej til dette "K" er X, mens en anden vej er T. Dette er et eksempel på ækvifinalitet eller flere veje til det samme mål. Et konkret eksempel på dette er Jørgen Møller og Sven-Erik Skaanings studier af tidligere kommunistiske staters overgang til demokrati. Både Bulgarien og Ungarn er blevet demokratier, men deres vej til demokrati er forskellig. Ifølge Møller og Skaaning har Bulgarien ikke en motiverende arv, hvilket er tilfældet med Ungarn.

### Most Similar Systems Design[18]
Pointen med MSSD er at inferere på baggrund af en sammenligning af en række cases, der er ens på deres definerende egenskaber, men som varierer på den uafhængige eller forklarende variabel og dermed også på udfaldet. Det betyder, at forskeren kan slutte, at det som forklarer udfaldet, er den uafhængige variabel. Det er, med andre ord, ikke de forskellige egenskaber (se nedenfor). Denne logik har været medvirkende til at metoden har fået navnet "forskellige", idet fokus er på forskellige udfald. 
| Eksempel på MSSD | Eksempel på MSSD | Eksempel på MSSD | Eksempel på MSSD |
| ---------------- | ---------------- | ---------------- | ---------------- |
|                  | Case 1           | Case 2           | Case 3           |
| Egenskaber       | A                | A                | A                |
|                  | B                | B                | B                |
|                  | C                | C                | C                |
| Uafhængig        | E                | E                | F                |
| Udfald           | X                | X                | Y                |

I dette eksempel er det tydeligt, at de to uafhængige variabler, "E" og "F", gør en forskel i forhold til udfaldet. De producerer "X" og "Y". Logikken bag er den, at hvis den uafhængige variabel E er tilstede, får vi udfaldet X. Er variablen F tilstede får vi udfaldet Y. Sammenhængen er med andre ord deterministisk.

### Most Dissimilar Systems Design[18]
Modsat MSSD har MDSD fokus på de ensartede udfald på trods af forskellige egenskaber. I tabellen nedenfor er alle egenskaber forskellige. Imidlertid er den uafhængige variabel og udfaldet det samme. Det betyder, at egenskaberne ikke spille nogen rolle for udfaldet. Hvor der i forbindelse med MSSD kan sluttes, at den uafhængige variabel spiller en rolle i forbindelse med udfaldet, kan der i dette eksempel sluttes, at de forskellige kombinationer af egenskaber ikke har nogen betydning. Imidlertid kan der ikke sluttes til en større sammenhæng eller population. Det er blot muligt at slå fast, at de egenskaber ikke spiller nogen væsentlig rolle. Teorien om sammenhængen mellem egenskaber og variabler, er med andre ord falsificeret.
| Eksempel på MDSD | Eksempel på MDSD | Eksempel på MDSD | Eksempel på MDSD |
| ---------------- | ---------------- | ---------------- | ---------------- |
|                  | Case 1           | Case 2           | Case 3           |
| Egenskaber       | A                | B                | C                |
|                  | D                | E                | F                |
|                  | G                | H                | I                |
| Uafhængig        | E                | E                | E                |
| Udfald           | X                | X                | X                |

### Eksempel på anvendelse af MSSD og MDSD sammen[20]
Den tyske tænker Max Weber er en central figur indenfor statskundskab såvel som denne disciplin. I et studie i bogen "Den Protestantiske Etik" beskriver Max Weber, hvorfor protestanter beklæder højere positioner i samfundet. Han kommer frem til dette ved at undersøger personers religiøse standpunkt (uafhængig variabel) og deres position i samfundet. På samme tid holder han rigdom og uddannelse konstant. Eller med andre ord han anvendte en MSSD tilgang. Bagefter undersøger han om hvorvidt denne påstand holder i andre typer samfund, hvor protestanter er et flertal eller et mindretal. Her anvender han med andre ord en MDSD tilgang, hvor han holder udfaldet konstant (position i samfundet) mens han lader egenskaberne variere, hvor egenskaber er flertal eller mindretal.

### Process tracing
Process tracing er en fortælling, hvor der gøres et forsøg på at identificere de mellemliggende variabler i den kausale proces. Dette gør det muligt, at mindske antallet af mulige årsager. Typisk anvendes metoden i det der kaldes "within-case" analyser, hvor fokus er på processer i en enkelt case. Process tracings rolle i komparativ politik, og dermed grunden til at den er medtaget, er, at den typisk anvendes til at klarlægge de kausale processer, som er nødvendige for komparationer eller sammenligninger. Bennett og George skelner mellem tre forskellige typer process tracing tilgange. De taler om en detaljeret fortælling eller narrativ. Typisk er denne tilgang ateoretisk, hvilket vil sige, at der ikke søges nogen forklaring. Dernæst har de en analytisk tilgang, hvor narrativet transformeres analytisk. Begivenheder, som skildres i narrativet bliver pakket ind i teoretiske begreber. Slutteligt har de en mere generel tilgang, hvor der etableres en  overordnet forklaring. Typisk anvendes denne tilgang, hvis der er mangel på data.

## Reference
1. 1 2  [Introduction to Comparative Politics http://home.millsaps.edu/omobai/LEC-A130.HTM Arkiveret 10. november 2010 hos  Wayback Machine]
2. ↑  Rudyard Kipling http://gaslight.mtroyal.ca/Orwell-B.htm]
3. ↑  Det skal bemærkes, at kausalitet selvfølgelig også er en del af statistikken. Det er forståelsen af den, som varierer.
4. ↑  Gerring, 2001: 136
5. ↑  Denne metode er også kendt under navnet "Most Different Systems Design"
6. ↑  Andre vil kalde det strategier, der gør der definerer måden at håndtere et spørgsmål på. Imidlertid er det ikke åbenlyst, hvordan andre metoder skal inkorporeres i strategien. Eksempelvis er nested analysis, der er en anden komparativ tilgang, inkorporer både kvalitative og kvantitative teknikker.
7. ↑  Process tracing går også typisk under navnet "narrativ" eller fortælling. Tilgangen anvendes meget i historie om end ikke så velfunderet som i statskundskaben.
8. ↑  Bailey, 1994: 1
9. 1 2  Bailey, 1994: 4ff
10. ↑  Satori, 1991: 246
11. ↑  Sverige har i lange perioder haft Socialdemokratiet som det absolut dominerende parti.
12. ↑  Svenske statsministre http://www.regeringen.se/sb/d/4393;jsessionid=aJ4lKvFxQiAa Arkiveret 29. september 2007 hos  Wayback Machine
13. ↑  Sartori, 1991: 248
14. ↑  Sartori, 1991: 249
15. ↑  Bailey, 1994: 11f, 15ff
16. ↑  Bennett et al., 2005: 235
17. ↑  Møllere et al., 2009
18. 1 2  En central antagelse for MSSD og MDSD er, at begge metoder bygger på deterministiske sammenhænge. Dette er modsat statistisk analyse der bygger på sandsynlighed eller probalibistiske sammenhænge.
19. 1 2  Landman, 2000: 29
20. ↑  Weber, 1995[1905]
21. ↑  Bennett et al., 2005: 206, 207
22. ↑  Tulia G. Falleti, Theory-Guided Process-Tracing in Comparative Politics: Something Old, Something New http://www.polisci.upenn.edu/~falleti/Falleti-CP-APSANewsletter06-TGPT.pdf
23. ↑  Bennett et al., 2005: 210
24. 1 2  Bennet et al., 2005: 211

## Links
- John Stuart Mill i Stanford Encyclopedia of Philsophy